# Labská soutěska
Labská soutěska byla přírodní památka poblíž obce Vrchlabí v okrese Trutnov. Chráněné území bylo 1. července 2021 zrušeno. Oblast spravuje Správa KRNAP. Důvodem ochrany byly jedinečné ukázky erozních forem a peřejí v muskovitických ortorulách horního toku Labe.